# Деніелл Стюарт
Деніелл Стюарт  (англ. Danielle Stewart, *29 липня 1981, Брисбен, Австралія) — австралійська софтболістка, олімпійська медалістка.

## Виступи на Олімпіадах
| Олімпіада  | Дисципліна | Місце |
| ---------- | ---------- | ----- |
| Пекін 2008 | софтбол    | 3     |